# قروه درگزین
قروه درجزین مرکز شهرستان درگزین در استان همدان است؛ این شهر در فاصله ۱۰۰ کیلومتری از مرکز استان قرار دارد.

## نام
قروه درگزین در واقع ترکیبی است که از قدیم الایام برای تفکیک قائل شدن بین قروه کردستان و قروه درگزین ساخته شده‌است. قروه درگزین یعنی قروه‌ای که متعلق به منطقه درگزین است.

## تاریخ
پیشینه تاریخی شهر
به نظر می‌رسد قروه همان خوروه باشد که قلعه ای بوده در میان شهر میلاجرد که اکنون تنها نامی از میلاجرد به جا مانده‌است. آثار تاریخی زیادی در هنگام شخم و کشاورزی از این منطقه بدست آمده‌است. آثار باستانی یافته‌شده از تپه سوغان در کنار آبراه قروه درجزین و روستای کرفس، گویای جایگاه مهم این منطقه در دوره هخامنشی است. از جمله این آثار می‌توان از قلعه باستانی قروه درگزین نام برد. یافته‌های باستان‌شناسی حکایت از آن دارد که این قلعه به صورت بنای عظیم پلکانی و مانند زیگورات بوده‌است که احتمالاً می‌تواند عبادتگاه یا آتشکده دوران هخامنشی بوده باشد.
شهر قروه از گذشته‌های دور دارای مرکزیت و اهمیت خاصی در منطقه بوده است. وجود تعداد زیاد قنات و اراضی حاصلخیز آن از جمله عللی بود که بر اهمیت آن می‌افزود اما با ورود حسام الملک قراگوزلو معروف به امیر افخم که حاکم ولایات کرمانشاه و لرستان و … شده بود درجه اهمیت قروه صد چندان شد. به طوری که با بنای قلعه ای بزرگ شهر قروه یکی از مراکز نظامی وی محسوب شد. به همین علت قروه شاهد اعدام یا پذیرای شورشیان تبعید شده‌ای مثل گلباغی شد. وی توانست با کوچاندن تعدادی از یهودیان بازاری همدان به شهر قروه، بازار و مرکز تجاری عظیمی را بسازد که شعاع خدمات آن از آبگرم تا فامنین و نوبران هم می‌رسید. قروه تا دهه پنجاه شمسی مرکز خدماتی و تجاری شمال استان همدان بود که اولین بانک‌ها، مدارس و مراکز درمانی را در خود جای داده‌بود.
در طی صد سال گذشته شهر قروه دو بار توسط ارتش روس اشغال شد. در اشغال اول که منجر به قحطی بزرگ ایران در سال ۱۲۹۶ گردید، شمار بسیار زیادی از مردم شهر در اثر گرسنگی از بین رفتند. امیر افخم در این سال با پختن بلغور و توزیع بین مردم تا حدودی از کشتار مردم جلوگیری نمود. گورستان کشته شدگان قحطی در سمت جنوب بهشت منظریه و در حاشیه رودخانه قرار دارد. در این اشغال بسیاری از نظامیان روس توسط مردم شهر کشته شدند. حتی اردوگاه آنها در «زیوه دره سی» محل تلاقی جاده سایان به جاده نیر، در اثر یک شبیخون چند نفره از هم پاشیده شد.
با وقوع انقلاب اسلامی، شهرداری در شهر قروه درجزین استقرار یافت. در دهه شصت با انجام تقسیمات سیاسی جدید و وقوع تغییرات بزرگ اقتصادی و اجتماعی در سطح کشور، قروه درجزین کم‌کم نقش محوری خود را در منطقه از دست داد ولی همچنان به عنوان مرکز فرهنگی و هنری مهمی در استان همدان مطرح ماند. نهایتاً در سال ۱۳۹۷ با تأسیس فرمانداری درگزین بار دیگر نام قروه به عنوان مرکز سیاسی درگزین معرفی شد.

## جمعیت
بر پایه سرشماری عمومی نفوس و مسکن در سال ۱۳۹۵ جمعیت آن ۱۰٬۲۳۱ نفر (۲٬۹۷۳ خانوار) بوده‌است.

### زبان
مردم این شهر به زبان ترکی آذربایجانی سخن می‌گویند.
این منطقه از سکونتگاه‌های ایل قره گوزلو است.

### موقعیت نسبی
قروه درگزین از شمال به شهر کرفس استان همدان، از شرق به شهرستان ساوه در استان مرکزی، از جنوب به شهرستان فامنین و از غرب نیز به شهرستان رزن منتهی می‌گردد.

### موقعیت جغرافیایی
شهر قروه درگزین در عرض ۳۵ درجه و ۲۱ دقیقه و طول ۴۹ درجه و ۱۰ دقیقه قراردارد

### ارتفاع از سطح دریا
ارتفاع این شهر از سطح دریا ۱۷۳۵ متر می‌باشد که در کل دشت رزن ارتفاع به۱۸۵۰ متر نیز می‌رسد.

### آب و هوا
وجود این دشت‌ها در مجاورت نواحی مرتفع و کوهستانی باعث تولید بادهای شدیدی در سطح استان می‌شوند و همین باعث شده استان همدان از مناطق باد خیز کشور محسوب شود. متوسط سرعت باد در استان ۴ متر بر ثانیه است. وجود همین عوامل و عوامل دیگر قروه را تحت تأثیر قرار می‌دهند و باعث شده آب و هوای آن کوهستانی و سرد باشد. همچنین قروه از دریاها دور است و با پیش آمدن توده هوایی هوای شمالی و غربی روی هم رفته آب و هوای قروه با همدان تفاوت چندانی ندارد. قروه دارای آب و هوای سرد و یخبندان در زمستان‌ها و آب و هوای معتدل در تابستان است. به دلیل زمستان‌های طولانی و سرد و یخبندان (تعداد روزهای یخبندان در قروه در سال حدود ۱۲۰ تا ۱۳۰ روز است) از سردترین مناطق استان همدان به‌شمار می‌آید. تابستان‌های آن تقریباً معتدل است و گرمترین ماه سال تیر و مرداد است. (متوسط دما (۲۴+)و حداکثر دمای مطلق ۴۰+) و سردترین ماه سال دی و بهمن (حداقل دما ۵۰- و متوسط دمای مطلق ۳۴-) می‌باشد. برخی مناطق مرتفع کوهستانی بین ۵ تا ۷ ماه پایدار می‌ماند و میزان ریزش‌های جوی در سال حدود۲/۳۱۹میلی‌متر می‌باشد.

## آثار تاریخی و میراث فرهنگی
۱- امامزاده اظهر: برج تاریخی امامزاده اظهر بن علی با گنبدی مخروطی و نوزده ترک مضرس از آثار قرن هشتم هجری به‌شمار می‌رود که بعدها در سال ۱۰۵۶ هجری قمری به فرمان شاه عباس دوم صفوی تعمیر شد و بار دیگر درسال ۱۳۲۹ شمسی مرمت شده‌است. این بنا در تاریخ ۲/۱۲/۱۳۲۷ به شماره ۳۶۶ در فهرست آثار ملی ایران به ثبت رسیده‌است.
۲- امامزاده هود: این بنای تاریخی در روستای ینگه قلعه از توابع دهستان درگزین و در ۳ کیلومتری جنوب شرقی شهر رزن در کنار مزارع کشاورزی واقع شده‌است. بقعه این امامزاده نیز مانند امامزاده اظهر بن علی دارای گنبد مخروطی بوده که در گذشته در اثر پدیده‌های طبیعی و حوادث غیرطبیعی فرو ریخته‌است و به جای آن گنبدی نیم کره بر بالای بنا احداث شده‌است. این برج ۱۲ ترک موزون دارد و از بناهای قرن هشتم هجری است که با آجر، خشت، سنگ و گچ می‌باشد. این بنا در تاریخ ۲/۱۲/۱۳۲۷ به شماره ۳۶۷ در فهرست آثار ملی ایران به ثبت رسیده است.
1. امامزاده علمدار: که در روستای شنجور واقع می‌باشد.
2. امامزاده قاسم: واقع در روستای نیر.
3. امامزاده شاهزاده عبدالله: واقع در روستای شوند.
4. امامزاده پنج تن: در روستای کرفس واقع می‌باشد که از نوادگان امام زین العابدین می‌باشد.
5. امامزاده شمس الدین: در روستای قراقیه که هر ساله در آنجا جشن برداشت محصول توسط روستائیان برگزار می‌گردد.
6. حمام روستای نظام آباد: که این حمام جزو آثار باستانی استان ثبت شده‌است. این حمام طی هفت سال ساخته شده و آب مصرفی حمام در گذشته از طریق قنات تأمین می‌شد و بقایای آن هم موجود است.
7. تپه باستانی کاج.
8. مسجد روستای درگزین.
9. تپه کهن و باستانی روستای رازین
10. قلعه تاریخی قروه

میراث فرهنگی
با توجه به این که درگزین پایتخت سلسله سلجوقی و مرکز نظامی تجاری سلسله صفوی بوده است و همچنین اهمیت سیاسی و نظامی آن، آثار مختلفی از سلسله‌های گذشته بر جای مانده است. از این آثار می‌توان به برج آجری امامزاده اظهر مربوط به دوره سلجوقی، مسجد درگزین مربوط به دوره صفوی، حمام نظام آباد مربوط به دوره قاجار و خلعت حضرت امیرالمؤمنین در روستای شوند کرد.
«گوور قالاسی» یا «قلعه زرتشتیان» یکی دیگر از محدوده‌های باستانی شهرستان است. تپه‌های باستانی زیادی در محدده شهرستان درگزین وجود دارد که از این دست می‌توان به «تپه نخودلوق» در کرفس و «تپه سرداب» در شوند اشاره کرد. شواهد به دست آمده از تپه سرداب حاکی از این است که این تپه گورستانی متعلق به دوره میترائیسم و قبل از اسلام می‌باشد.
از میراث فرهنگی غیر ملموس این دیار کهن به تعزیه درگزین می‌توان اشاره داشت. درگزین خاستگاه تعزیه در ایران بوده و تا سالهای اخیر تعزیه درگزین در اقصی نقاط کشور شناخته شده بود. روستای شوند مرکز نسخه‌نویسی برای تعزیه خوانان به‌شمار می‌رفت. همچنین جشن خرمن در دو روستای قراقیه و سنقرآباد که مهرماه هر سال با حضور جمعیت بسیار بالایی از مردم شهرستان انجام می‌گیرد از این مقوله است.

## صنعت
کارخانه‌ها و کارگاه‌های صنعتی
۱- کارخانه سیمان هگمتان با ظرفیت ۶۴۰۰ تن سیمان در روز و ۷۰۰ نفر کارگر و مهندس که محصول آن به اقصی نقاط کشور و جهان صادر می‌شود.
۲- شرکت دشت کرفس با تولید محصولات تبدیلی مانند رب، خیار شور و … در ایجاد شغل و خرید محصولات کشاورزان بسیار مؤثر بوده است.
۳- وجود ۹۰ کارگاه قاب سازی در روستای کاج که محصول این کارگاه‌ها نیز بعضاً صادر می‌شود.
1. شرکت وحدت صابرین با تولید روزانه شن و ماسه و محصولات سیمانی در جهت تأمین مصالح ساختمانی منطقه نقش اساسی دارد.[۱۹]
2. این شهرستان با تولید محصولات صنایع دستی همچون فرش، جوراب گیوه، جوراب، نمد و … یکی از مناطق مهم استان می‌باشد که از گذشته تا به امروز نه تنها مایحتاج مردم منطقه را تأمین کرده بلکه در صادرات نیز نقش داشته و در تأمین مخارج خانواده بسیار مؤثر بوده‌اند.[۲۰]

۶- وجود ۱۳ شرکت حمل و نقل کالا برای حمل محصولات تولیدی منطقه به اقصی نقاط کشور بطوری‌که سهم قابل توجهی در صادرات غیرنفتی در استان دارد.
۷- شرکت شکر صاف تولید ماهیانه ۱۵۰۰۰۰ تن شکر و تنها کارخانه است که دارای اتاق کنترل مرکزی با تولید شکر در حد استاندارد بین‌المللی است.